# HIStory (musikalbum)
HIStory: Past, Present and Future, Book I är ett dubbelt samlingsalbum av Michael Jackson, utgivet den 19 juni 1995. Albumet har sålt cirka 20 miljoner dubbel-skivor (40 miljoner skivor).

## Låtlista
Alla låtar är skrivna av Michael Jackson om inget annat namn anges.
HIStory Begins (CD–1)
1. "Billie Jean" (Michael Jackson) – 4:54
2. "The Way You Make Me Feel" (Michael Jackson) – 4:57
3. "Black or White" (Michael Jackson, rap skriven av Bill Bottrell) – 4:16
4. "Rock with You" (Rod Temperton) –  3:40
5. "She's Out of My Life" (Tom Bahler) –  3:37
6. "Bad" (Michael Jackson) – 4:07
7. "I Just Can’t Stop Loving You" (duett med Siedah Garrett) (Michael Jackson) – 4:11
8. "Man in the Mirror" (Siedah Garrett, Glen Ballard) – 5:20
9. "Thriller" (Rod Temperton) – 5:57
10. "Beat It" (Michael Jackson) – 4:19
11. "The Girl Is Mine" (med Paul McCartney) (Michael Jackson) – 3:42
12. "Remember the Time" (Teddy Riley, Michael Jackson, Bernard Belle) - 4:00
13. "Don't Stop 'til You Get Enough" (Michael Jackson) –  6:04
14. "Wanna Be Startin' Somethin'" (Michael Jackson) – 6:02
15. "Heal the World" (Michael Jackson) – 6:25

HIStory Continues (CD–2)
1. "Scream" (duett med Janet Jackson) (James Harris III, Terry Lewis, Michael Jackson, Janet Jackson) – 4:38
2. "They Don't Care About Us" (Michael Jackson) – 4:44
3. "Stranger in Moscow" (Michael Jackson) – 5:43
4. "This Time Around" (Michael Jackson, Dallas Austin, Bruce Swedien, René Moore) – 4:20
5. "Earth Song" (Michael Jackson) – 6:46
6. "D.S." (Michael Jackson) – 4:50
7. "Money" (Michael Jackson) – 4:41
8. "Come Together" (The Beatles cover) (John Lennon, Paul McCartney) – 4:02
9. "You Are Not Alone" (R. Kelly) – 5:45
10. "Childhood" (Michael Jackson) – 4:28
11. "Tabloid Junkie" (Michael Jackson, James Harris III, Terry Lewis) – 4:32
12. "2 Bad" (Michael Jackson, Bruce Swedien, René Moore, Dallas Austin) – 4:49
13. "History" (Michael Jackson, James Harris III, Terry Lewis) – 6:37
14. "Little Susie" (Michael Jackson) – 6:13
15. "Smile" (Charlie Chaplin cover) (Charlie Chaplin, John Turner, Geoffrey Parsons) – 4:56